# Municipio de Krimulda
El municipio de Krimuldas (en Letón: Krimuldas novads) es uno de los ciento diez municipios de Letonia, se encuentra localizado en el suroeste de dicho país báltico. Fue creado durante el año 2009 después de una reorganización territorial. La capital es la villa de Krimulda.

## Ciudades y zonas rurales
- Krimuldas pagasts (zona rural)
- Lēdurgas pagasts (zona rural)

## Población y territorio
Su población se encuentra compuesta por un total de 5803 personas (2009). La superficie de este municipio abarca una extensión de territorio de unos 339,1 kilómetros cuadrados. La densidad poblacional es de 17,11 habitantes por cada kilómetro cuadrado.